# Monstruos transparentes
Monstruos transparentes es el cuarto álbum de estudio de Margarita Saavedra, primero que aparece firmado con la rúbrica Alquimia y único grabado en México.

## Detalles e información del álbum
Luego de no tener éxito con sus primeros 3 LPs como baladista, viajó a Canadá para estudiar composición durante un par de años y a su regreso a México dio un giro de 180 grados y penetró en la escena del rock, escribiendo temas con tintes más oscuros, influenciada por bandas como Siouxsie And The Banshees, presentándose en lugares como Rockotitlán y El Nueve.
Bajo la dirección musical de Alejandro Mateos y la producción de Óscar López, quien también produjo álbumes de Maldita Vecindad y los Hijos del Quinto Patio, Neón y Los Amantes de Lola, Alquimia graba "Monstruos transparentes" con músicos que habían colabordo con Miguel Mateos, Soda Stereo y GIT.
Previó al lanzamiento del álbum, RCA Ariola decidió lanzar el sencillo "Tu y Yo/Hasta El Edén" junto con "Juegos de Amor/Tu Otro Yo" de Neón, y Mátenme porque me muero/La bestia humana" de Caifanes; la meta era llegar a una cifra considerable de copias vendidas.
A pesar de la calidad del disco, fue descontinuado y no fue editado en CD. Adicional a eso, la disquera no le dio el mismo apoyo que a otras bandas, por lo que Alquimia se fue a Inglaterra con la finalidad de hallar territorios más fértiles a su trabajo. 
En 2020 fue reeditado en formato LP respetando el orden original de las canciones.

## Lista de canciones[4]
Todas las canciones escritas por Alquimia.
| N.º | Título                    | Duración |  |
| 1.  | «Tu y yo»                 | 4:05     |  |
| 2.  | «Amor paradójico»         | 3:25     |  |
| 3.  | «Hasta el Edén»           | 6:08     |  |
| 4.  | «Monstruos transparentes» | 3:06     |  |
| 5.  | «Mejor me voy»            | 4:03     |  |
| 6.  | «Tú no estás»             | 3:46     |  |
| 7.  | «Sexy marioneta»          | 4:11     |  |
| 8.  | «La mujer de negro»       | 4:40     |  |
| 9.  | «Al otro lado de la vida» | 3:45     |  |
| 10. | «Quiero y no quiero»      | 4:23     |  |

## Créditos

### Músicos
- Alquimia - Voz, coros y teclados
- Ulises Butrón y Pablo Guyot - Guitarras
- Sebastián Schon - Sax
- Alejandro Mateos - Batería y percusiones
- Doris Eugenio y Rodrigo Sáenz - Coros
- Ricardo Patiño, Estela y Ezequiel Solis - Colaboración de voces en "Monstruos transparentes"

### Ficha técnica
- Óscar López - Producción
- Alejandro Mateos - Director musical
- San Ginsberg - Ingeniero de grabación
- Ed Rufus - Ingeniero asistente
- José Luis Rodríguez - Ingeniero
- Patricia Falcón - Fotografía